# Долли (ураган, 2008)
Ураган Долли (англ. Hurricane Dolly) — четвёртый тропический циклон и второй по счёту ураган сезона 2008 года в бассейне Атлантического океана.
Циклон образовался 20 июля 2008 года из области тропического возмущения, связанной с уже имевшей штормовую скорость ветра сильной тропической волной. После появления в волне наряду с конвекционными потоками центра обращения воздушных масс циклону сразу был назначен статус тропического шторма и присвоено следующее в сезоне атлантических ураганов 2008 года собственное имя Долли.
21 июля 2008 года шторм Долли обрушился на полуостров Юкатан вблизи мексиканского города Канкун, став причиной смерти одного человека на самом полуострове и семнадцати человек в соседней Гватемале. Далее шторм вышел в тёплые воды акватории Мексиканского залива, усилился до урагана второй категории по шкале классификации Саффира — Симпсона и 23 июля в статусе урагана первой категории вторично вторгся на сушу в районе барьерного острова Саут-Падре (штат Техас, США), устойчивая скорость ветра в стихии при этом достигла 140 км/ч. Ураган Долли оставил без электроснабжения более 212 тысяч объектов штата Техас и более 125 тысяч объектов в мексиканском штате Тамаулипас. В некоторых районах отмечались осадки до 410 миллиметров. На всём побережье Мексиканского залива наблюдались сильные волны обратного течения, из-за которых в районе Флоридского выступа утонул один человек. В Техасе обошлось без человеческих жертв, однако, ущерб штата от прохождения урагана Долли составил 1,05 миллиардов долларов США. В штате Нью-Мексико от удара стихии погибло два человека.
Долли стала первым ураганом сезона 2008 года, дошедшим до континентального побережья Соединённых Штатов Америки.

## Метеорологическая история

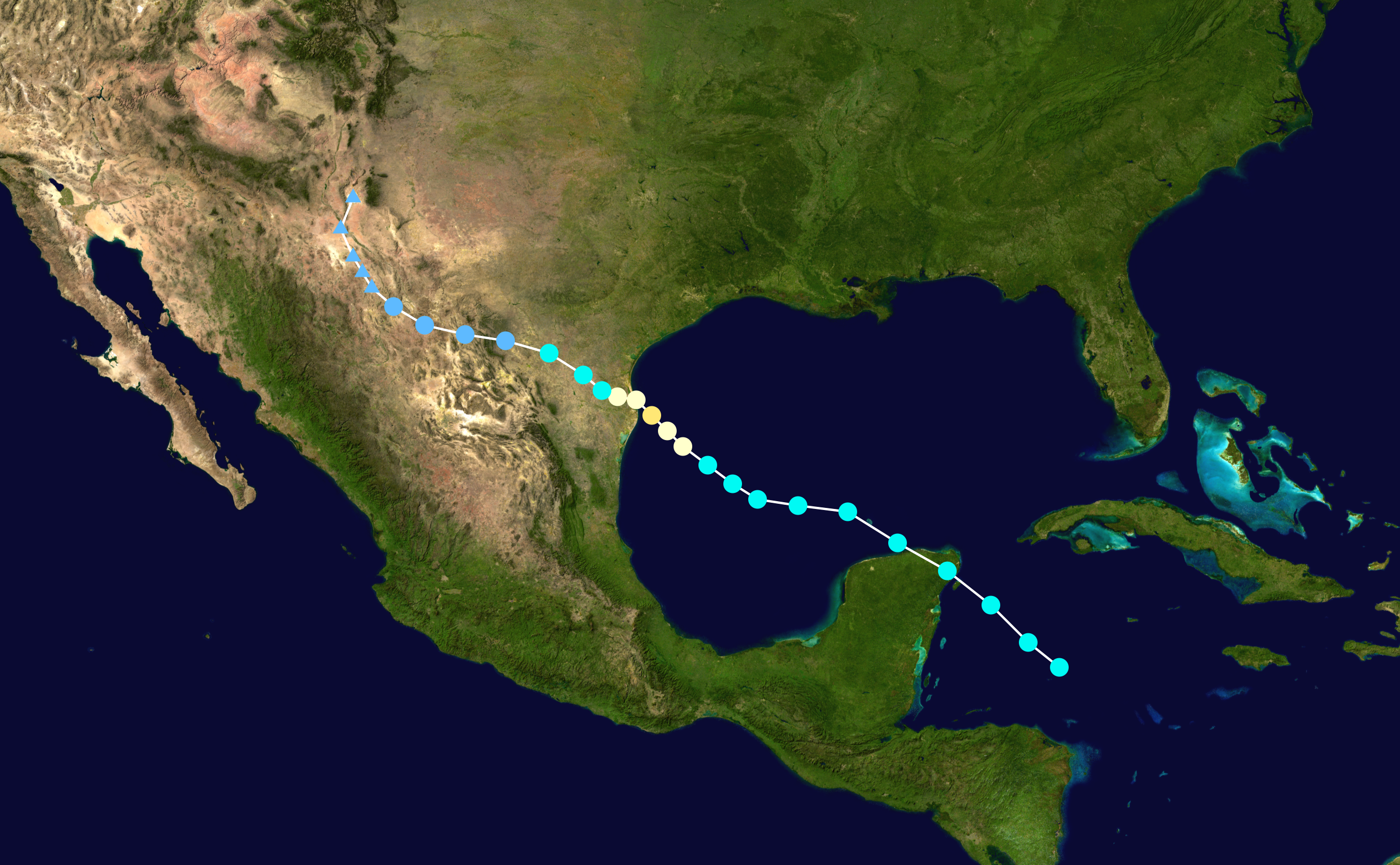
Траектория движения урагана Долли. Расстоянию между точками соответствует временной интервал в шесть часов.

13 июля 2008 года в 2600 километрах к востоку от Наветренных островов было зарегистрировано обширное атмосферное возмущение, связанное с идущей со стороны Африки мощной тропической волной. Несмотря на сильную конвекцию и штормовую скорость ветра в тропическом возмущении долгое время не могла сформироваться нижняя граница центра циркуляции воздушных масс, вследствие чего кластеры облаков оставались дезорганизованными ещё неделю со дня определения волны. Утром 20 июля разведывательный самолёт авиаподразделения Hurricane Hunters определил в атмосферном возмущении зарождающийся центр обращения потоков. Данные авиаразведки дали специалистам Национального центра прогнозирования ураганов США все основания классифицировать систему, как тропический циклон, а учитывая зарегистрированную скорость ветра в циклоне в 63 км/ч, атмосферному образованию был сразу присвоен статус тропического шторма, получивший собственное имя Долли — следующее в списке сезона атлантических ураганов 2008 года. К этому времени шторм находился в 435 километрах к востоку от города Четумаль и в 365 километрах к юго-востоку от острова Косумель.

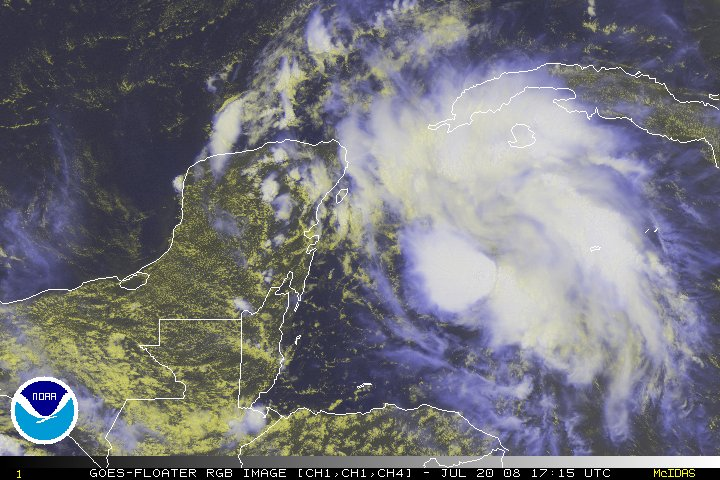
Циклон Долли в начальной фазе тропического шторма

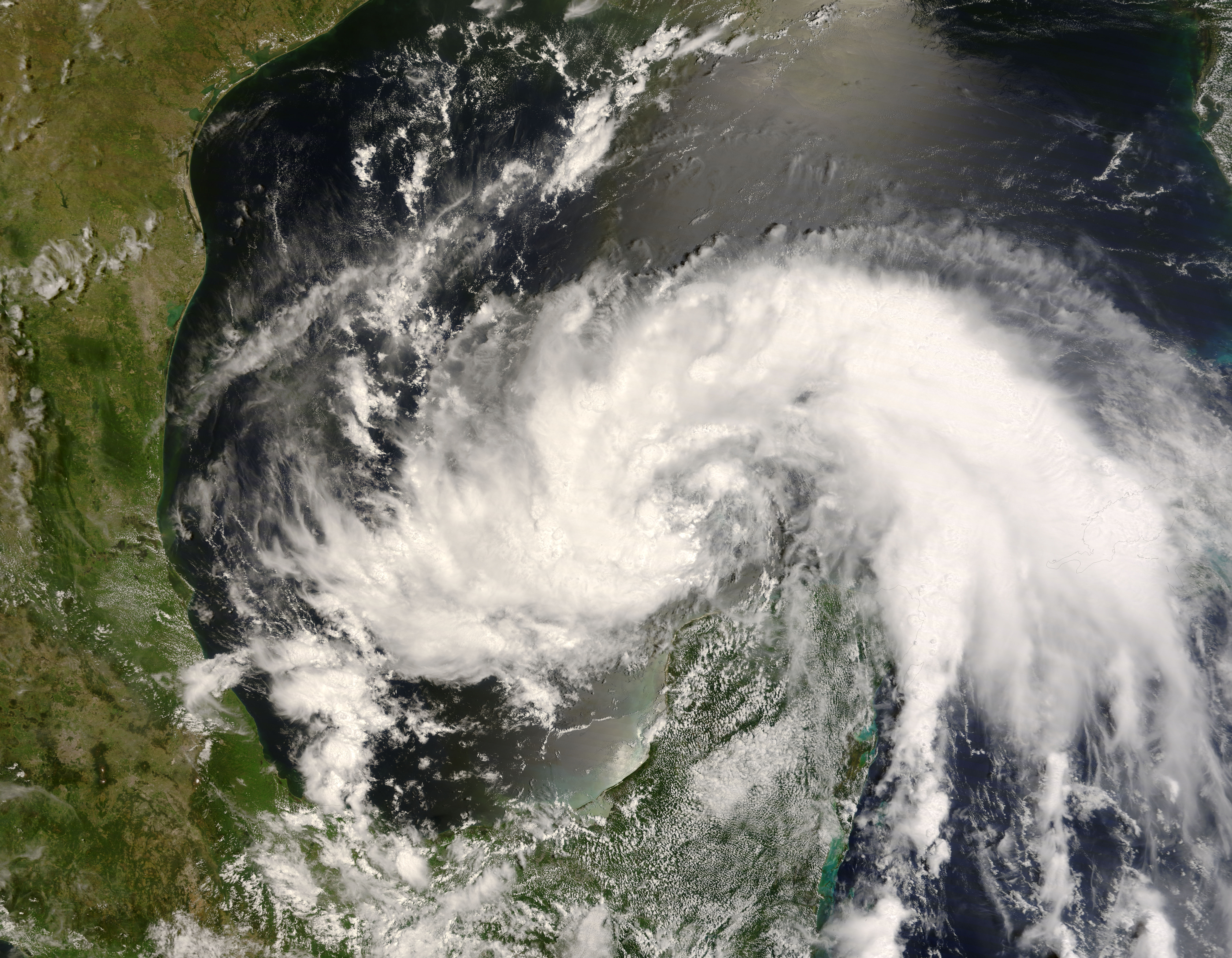
Ураган Долли в фазе тропического шторма пересекает полуостров Юкатан

Вторжение тропического шторма Долли прогнозировалось метеорологами на конец суток 20 июля в район побережья мексиканского штата Кинтана-Роо. В тот момент в штате находилось около ста тысяч туристов, 45 тысяч из которых отдыхали на курортах города Канкун. Национальная метеорологическая служба Мексики выпустила предупреждение с уточнённым местом прихода шторма в районе между городами Плая-дель-Кармен и Тулум. Шторм, однако, повёл себя несколько иначе. Перед самым подходом к побережью Кинтана-Роо Долли потеряла собственную организованную конвекцию, следом развалился центр вращения циклона, в результате чего траектория движения стихии претерпела существенные изменения. Тем не менее, спустя несколько часов циклон начал реорганизацию собственной структуры, в процессе которой в северной его части в зоне глубокой конвекции образовался новый центр обращения воздушных масс. Происходившие структурные изменения по-сути явились основной причиной изменения вектора движения циклона, который после появления нового центра вращения перемещался параллельно побережью Мексики. Кратковременное стояние шторма над морскими водами и реорганизация конвекции привели к уменьшению его интенсивности и смещению точки подхода на побережье в район полуострова Юкатан.
С перемещением Долли в акваторию Мексиканского залива циклон оказался в благоприятных для дальнейшего увеличения интенсивности метеорологических условиях. Малое число сдвигов ветра в атмосфере и относительно высокая температура морской поверхности привели к тому, что к полудню 22 июля циклон усилился до урагана первой категории по шкале классификации Саффира — Симпсона. В этот момент Долли находилась в 265 километрах к востоку-юго-востоку от города Браунсвилл (Техас). В течение следующих суток тропический циклон непрерывно наращивал мощь. К 10 часам утра 23 июля постоянная скорость ветра в центре бури достигла 160 км/ч, что соответствует уровню урагана второй категории по Саффиру-Симпсону, сам циклон находился в это время в нескольких часах пути к востоку от пограничного с Мексикой района Рио-Гранде-Вали (Техас). Атмосферное давление в урагане упало до минимального значения в 722,31 миллиметра ртутного столба.
23 июля в 18.00 по всемирному координированному времени (24 июля в 1 час ночи по североамериканскому восточному времени) Долли в фазе урагана первой категории вышла в район острова Саут-Падре (Техас), постоянная скорость ветра при этом составляла 140 км/ч. Затем ураган повернул вектор движения на западный-северо-западный, прошёл над лагуной Мадре и обрушился на континентальную часть Соединённых Штатов вблизи границы между техасскими округами Кэмерон и Уилласи. Главный удар тропической стихии пришёлся на остров Саут-Падре, города Порт-Изабель, Лагуна-Виста, Лос-Фреснос, Бейвью, Браунсвилл, Сан-Бенито, Рио-Ондо, Арройо-Сити и, особенно, на город Харлинген. Чуть менее пострадали города Техаса Санта-Роза, Ла-Вилла, Эдкоч, Эльза, Монте-Альто и Сан-Карлос, в которых выпало от 250 до 510 миллиметров осадков. По сообщению местной газеты «Mid Valley Town-Crier» в районе аэропорта Уэслако порывы ветра достигали 125 км/ч.
Поздним вечером 23 июля пройдя федеральную автомагистраль US 281 к западу от Сан-Мануэля и Линна (Техас), ураган Долли ослаб до уровня тропического шторма, а затем и до тропической депрессии, двигаясь с небольшой скоростью на территорию Мексики. 25 июля депрессия Долли пересекла северную часть Мексики и утром следующих суток снова вышла на территорию Соединённых Штатов в районе городов Сьюдад-Хуарес и Эль-Пасо. Остатки депрессии продолжали перемещаться в направлении штата Нью-Мексико и к вечеру 27 июля выродились в обычную область низкого давления, находясь в ста километрах к западу-северо-западу от города Далхарт (Техас).

## Подготовка к встрече

### Первый контакт с сушей
20 июля 2008 года правительство Мексики объявило штормовое предупреждение для полуострова Юкатан от города Сан-Франсиско-де-Кампече до государственной границы с Белизом. Несколько часов спустя власти Белиза также выпустили предупреждение для территории от столицы страны до гос.границы с Мексикой.
Утром 20 июля Управление гражданской самообороны мексиканского штата Кинтана-Роо в Четумале объявило «синий уровень опасности» для всего штата в связи с непосредственной близостью тропического шторма. К обеду код предупреждения был повышен до оранжевого, а к вечеру — до красного. На острове Косумель была закрыта паромная переправа с материком, местные власти ввели временный мораторий на продажу спиртного и призвали жителей острова воздержаться от выхода на улицы после 6 часов вечера. Власти штата Кинтана-Роо распорядились об обязательной эвакуации тысячи человек из города Пунта-Аллен, острова Банко-Чинчорро и о возможной эвакуации населения прибрежного города Тулум. Позднее распоряжение было распространено и на населённый пункт Ольбокс, тем самым число эвакуируемого населения превысило две тысячи человек. В муниципалитете Солидаридад в специальные укрытия было доставлено 238 человек. При подходе шторма к полуострову Юкатан властями сначала был объявлен синий, а затем оранжевый уровень опасности.

### Второй контакт с сушей

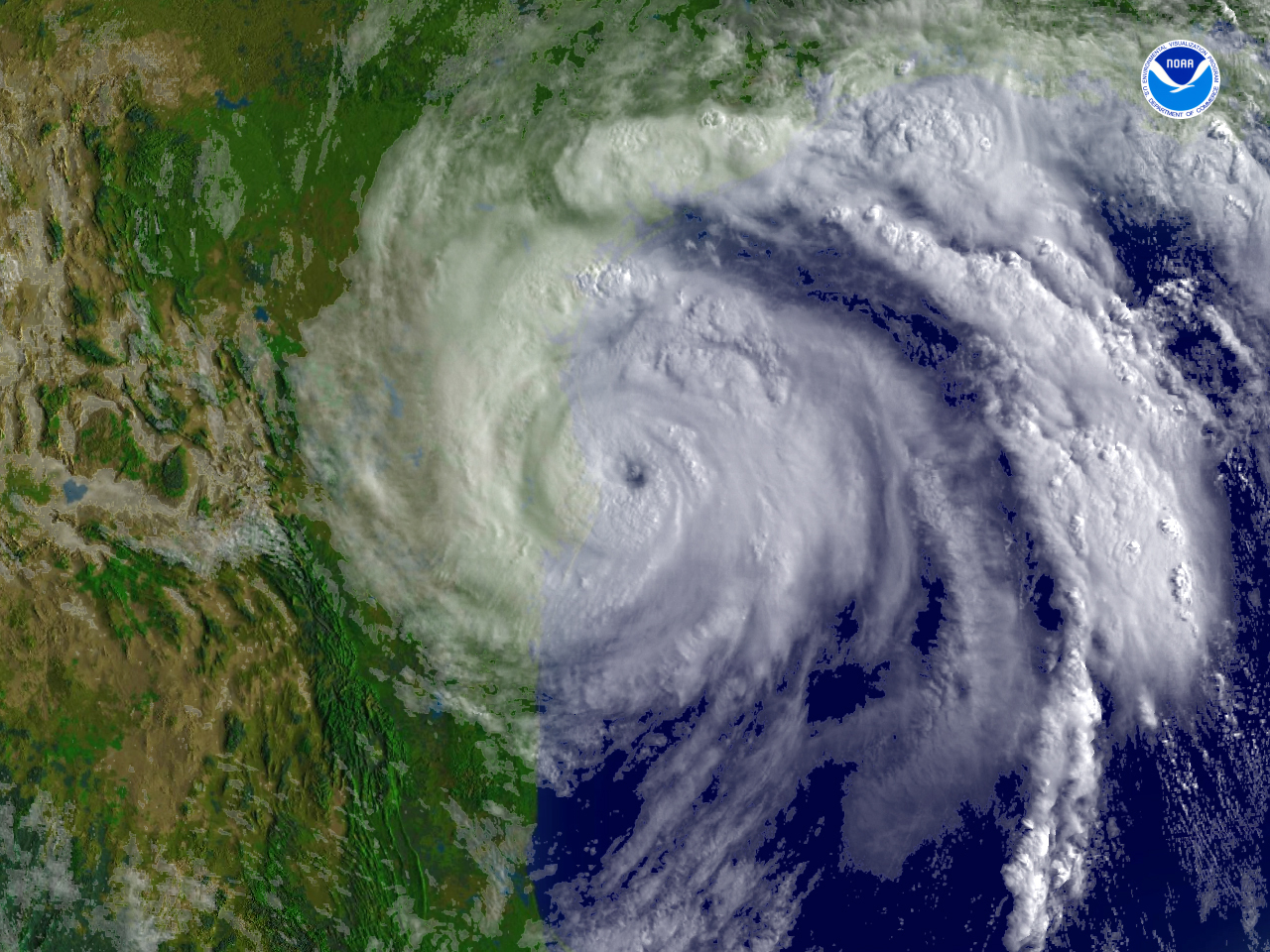
Ураган Долли на пике интенсивности за несколько часов до вторжения на континентальную часть США

22 июля 2008 года Национальный центр прогнозирования ураганов США и правительство Мексики выпустили сводки с прогнозом вторжения урагана Долли в районе между рекой Сан-Фернандо (штат Тамаулипас) и городом Порт-О’Коннор (штат Техас). Метеосводка также включала в себя прогноз подхода штормового края урагана на морское побережье Техаса между Порт-О’Коннор, проливом Сан-Луис-Пасс и от южного берега реки Сан-Фернандо до города Ла-Песка в Тамаулипасе. В 10 часов вечера службы обеих стран объявили ураганное предупреждение для вышеуказанных районов.
Нефтегазовая компания Royal Dutch Shell эвакуировала со своих нефтяных вышек в Мексиканском заливе 125 сотрудников 20 июля и ещё 60 человек 21 июля. Компании Diamond Offshore Drilling и Rowan Companies вывезли со своих морских объектов весь обслуживающий персонал. 21 июля корпорация Chevron сообщила об эвакуации сотрудников с платформ в заливе, однако, точное число вывезенных работников сообщить отказалась. 22 июля нефтегазовая компания BP объявила об эвакуации обеспечивающего персонала с двух собственных вышек в Мексиканском заливе, а на следующий день мексиканская государственная корпорация Petróleos Mexicanos вывезла 66 своих сотрудников с нефтяных платформ в заливе. Все работы по эвакуации людей проводились несмотря на прогнозы метеорологов о том, что тропический циклон не затронет район морской нефтедобычи Мексиканского залива.
22 июля техасский губернатор Рик Перри объявил чрезвычайное положение для 17 округов штата и привёл в полную готовность войска Национальной гвардии США в Техасе. Была образована чрезвычайная комиссия по координации работы данных подразделений с целью доставки провизии и воды в районы, которые могли бы пострадать в результате прохождения тропической стихии. Согласно распоряжению главы штата в ведение комиссии передавались около 250 автобусов в городе Сан-Антонио для проведения возможной эвакуации населения. Власти округа Кэмерон призвали жителей долины реки Рио-Гранде покинуть свои дома и уехать в безопасное место в связи с угрозой сноса речной дамбы. Власти морского порта в Браунсвилле распорядились закрыть порт с полуночи 23 июля до начала суток 25 июля 2008 года. Командование Военно-морскими силами США приняло решение о перемещении 104 военных самолётов с авиабазы Труакс-Филд на другие объекты базирования; Иммиграционная и таможенная полиция США провела эвакуацию всех своих сотрудников в городе Порт-Изабель.
21 июля официальные власти мексиканского штата Веракрус объявили предварительное предупреждение о возможном наводнении для 166 муниципалитетов штата. В Тамаулипасе в муниципалитетах Сото-Ла-Марина, Сан-Фернандо, Матаморос, Валле-Эрмосо, Рио-Браво и Рейноса были приведены в полную готовность службы по чрезвычайным ситуациям и открыты специальные убежища. Планировалось провести эвакуацию около 23 тысяч жителей муниципалитетов Матаморос, Сото-Ла-Марина и Сан-Фернандо, однако, только 13 тысяч человек были увезены в безопасные районы либо размещены по специальным убежищам. В указанных муниципалитетах было задействовано 21 укрытие от тропических стихий, ещё 4,5 тысячи жителей приняли 15 убежищ в муниципалитете Рейноса. В ночь на 22 июля федеральное правительство ввело чрезвычайное положение в 17 муниципалитетах страны, что гарантировало им в дальнейшем право на получение финансовой помощи из казны страны на ликвидацию последствий удара тропического шторма.

## Вторжение

### Первый контакт с сушей

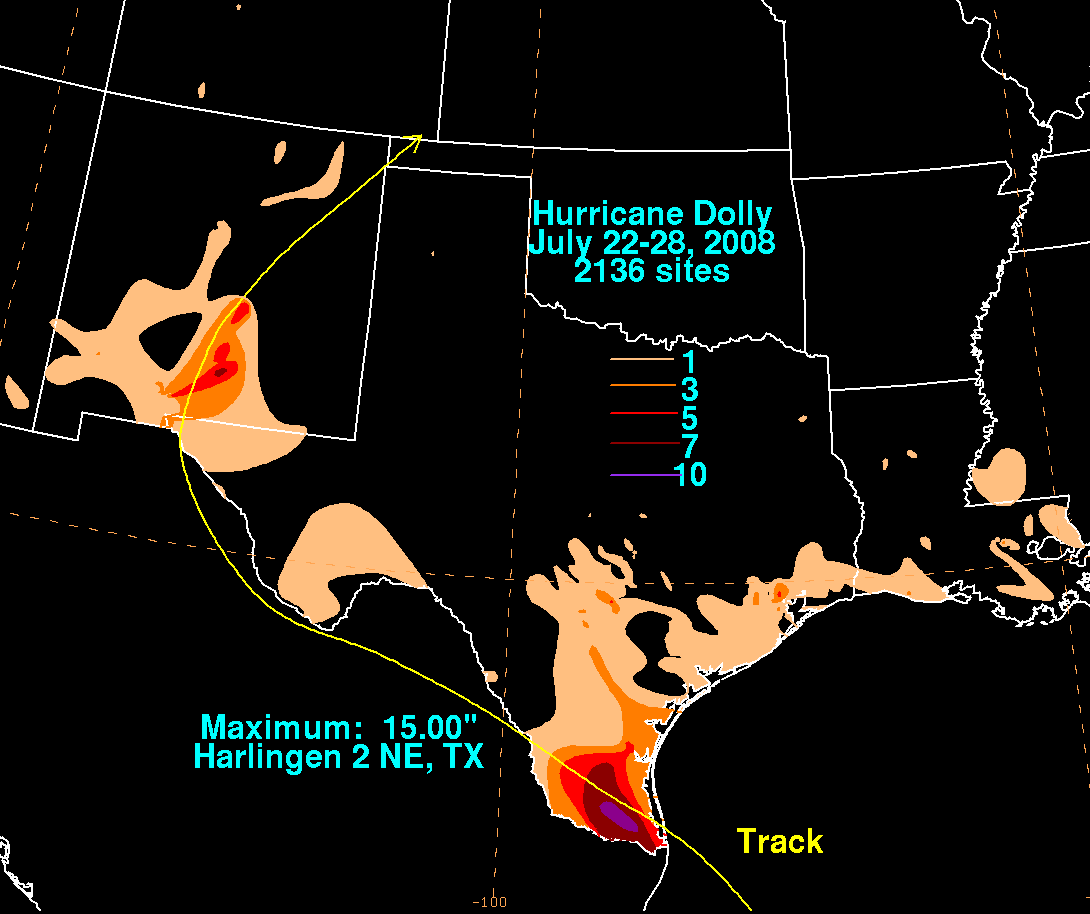
Карта осадков от урагана Долли

В фазе тропического шторма Долли вызвала сильные дожди в Гватемале, ставшие причиной локальных паводков, которые унесли 17 человеческих жизней. Погибло 12 членов одной семьи из муниципалитета Ла-Юнион в департаменте Сакапа, 4 человека из семьи из муниципалитета Сан-Педро-Солома в департаменте Уэуэтенанго и ещё один человек утонул при попытке форсировать разлившуюся реку Пунила-Ривер в муниципалитете Ла-Юнион. Ещё до вступления на сушу Долли прошлась тропическими дождями по западной части Кубы, от которых в большей степени пострадали города Пинар-дель-Рио, Гавана и муниципальные районы острова Хувентуд.
Власти мексиканского штата Кинтана-Роо сообщили о четырёх пропавших без вести рыбаках, один из которых впоследствии был найден мёртвым на берегу в пригороде Пуэрто-Прогресо (полуостров Юкатан).

### Второй контакт с сушей
Прохождение урагана Долли вызвало 21 июля кратковременное повышение на 2,16 долларов США цен на нефтяные фьючерсы в торгах Нью-Йоркской товарной биржи. По данным Бюро по управлению добычей энергоресурсов в открытом море (BOEMRE) в результате подготовки к встрече урагана объёмы добычи нефти в Мексиканском заливе снизились на 4,66 %, природного газа — на 5,13 % от всего общего объёма добычи США и Мексики.

#### Соединённые Штаты Америки
Перед вторжением урагана Долли президент США Джордж Буш объявил 15 округов штата Техас зоной бедствия федерального значения. Долли стала самым разрушительным ураганом в долине Рио-Гранде в последние 40 лет. В 1967 году в этом же районе свирепствовал ураган Бьюла, ставший наиболее смертоносным тропическим циклоном в регионе, однако, оказавший меньшие разрушительные действия в сравнении с ураганом Долли сезона 2008 года. Циклон также оказался самой сильной тропической стихией в районе города Браунсвилл со времени прохождения в данной местности в 1980 году катастрофического урагана пятой категории Аллен. Во всём Техасе, тем не менее, удалось избежать человеческих жертв; сообщалось только о тяжёло травмированном мальчике, выпавшем с балкона квартиры седьмого этажа дома, расположенного на острове Саут-Падре. 23 июля на том же острове рухнула крыша жилого комплекса, при этом пострадавших в результате данного инцидента не оказалось.

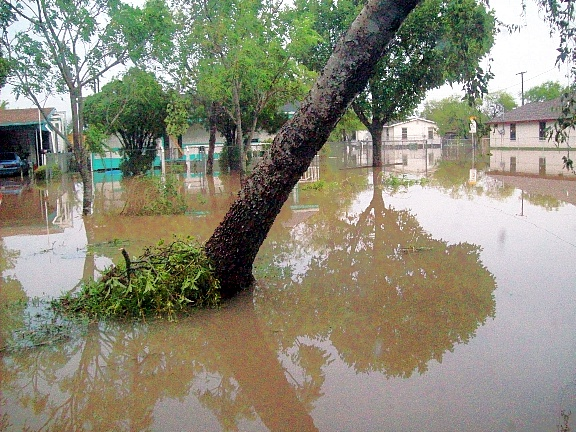
Паводок после прохождения урагана Долли

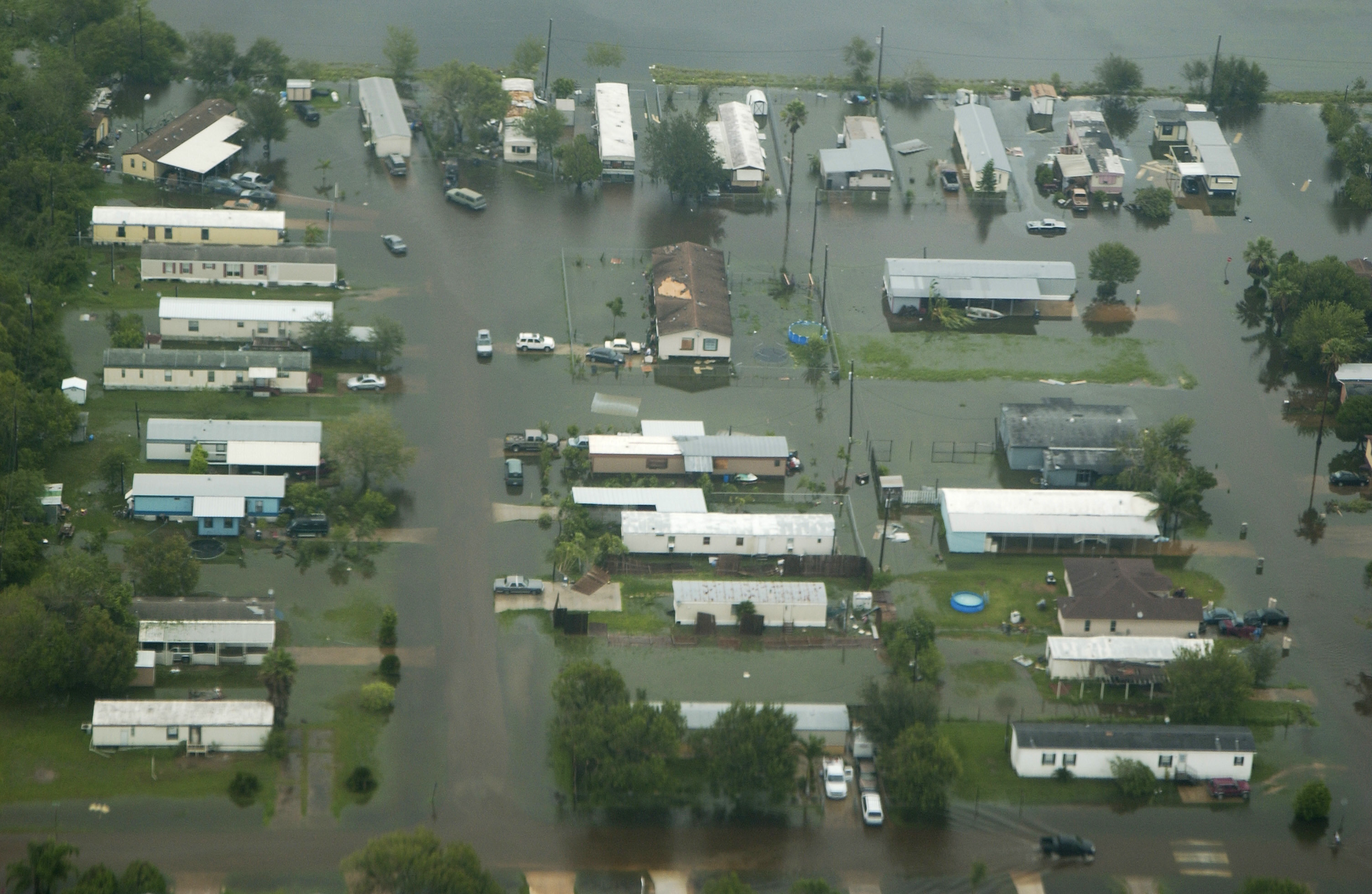
Наводнение в южных районах Техаса, вызванное прохождением урагана Долли. Съёма с самолёта Береговой охраны США

Ураган Долли стал причиной отключения электроснабжения у более, чем 13 тысяч потребителей в техасском округе Кэмерон и у более, чем 15 тысяч потребителей в другом округе Техаса Идальго. В момент вторжения урагана на южную часть штата устойчивая скорость ветра в стихии составляла 140 км/ч, а его порывы доходили до 190 км/ч. Жители Браунсвилла сообщали о множестве поваленных деревьев, которые причинили имуществу незначительные повреждения, кроме того, в округе Сан-Патрисио были зарегистрированы два торнадо, возникшие к северу от места подхода урагана к морскому побережья Техаса. К полудню 23 июля ураган оставил без электроэнергии около 36 тысяч домов, число которых к трём часам дня увеличилось до 61 тысячи, через три часа достигло 122 800, а в самый пик разгула тропической стихии достигло 155 тысяч. Ураган вырывал с корнем деревья, в некоторых местах произошло обрушения крыш и перекрытий жилых домов. Ущерб от урагана в Южном Техас оказался значительно серьёзнее, чем прогнозировался специалистами. Десятки домов и офисных зданий были повреждены или полностью уничтожены, большинство водных судов были выброшены штормовой волной на берег, причём некоторые из них вынесло прямо в жилые дома.
Ущерб, нанесённый ураганом Долли застрахованному имуществу в штате Техас, был оценён примерно в 525 миллионов долларов США в ценах 2008 года. Общий же ущерб от прохождения урагана в штате составил около 1,05 млрд долларов в ценах 2008 года исходя из расчёта «два-к-одному» (соотношение ущерба всего имущества к ущербу имущества застрахованного), при этом наибольшие экономические потери были зафиксированы в отрасли сельского хозяйства в связи с практически полным уничтожением урожая хлопковых плантаций в Рио-Гранде. К началу суток 24 июля ураган перешёл в стадию тропического шторма и породил в районе города Пот торнадо, не причинившего, однако, какого-либо серьёзного ущерба. Около полудня того же дня на южной окраине города Сан-Антонио близ пересечения автомагистралей IS-10 и IS-37 возник ещё один торнадо, имевший силу EF0 по шкале классификации Фудзиты, который стал причиной разрушения нескольких коммерческих зданий и других многочисленных повреждений объектов инфраструктуры. В окрестностях Сан-Антонио тропический шторм оставил без электроснабжения около полутора тысяч потребителей.
26 июля область низкого давления из остатков тропического циклона стала причиной наводнения в городе Эль-Пасо (Техас). Плохие метеоусловия стали причиной смерти ещё одного человека в штате Нью-Мексико. К утру 26 июля в городе Рио-Руидозо в районе горного хребта Сакраменто (Нью-Мексико) выпало около 150 миллиметров осадков, приведшие к локальным паводкам и эвакуации более сотни местных жителей, туристов и отдыхающих из неблагоприятных районов, а также к небольшим разрушениям на местном ипподроме. Из-за наводнений в Рио-Руидозо погиб один человек, около девятистам жителям потребовалась срочная эвакуация, было повреждено более 500 объектов инфраструктуры. Ущерб от тропического циклона в городе составил по разным оценкам от 15 до 20 миллионов долларов США.
При прохождении урагана Долли не обошлось и без сопутствующих явлений, оставших за собой немалый негативный след. Штормовые волны и волны обратного течения на побережье Мексиканского залива стали причиной смерти одного человека, ещё девять человек удалось спасти в окрестностях города Панама-Сити-Бич (штат Флорида). Циклон в стадии тропической депрессии, а затем и в виде области низкого давления, прошёлся ливнями по территориям Среднего Запада США, включая урбанизированный район Чикаго, штаты Иллинойс, Индиану, Теннесси и южные округа штата Миссури.

#### Мексика
В мексиканском городе Матаморос (штат Тамаулипас) вследствие удара током от упавшей линии электропередач погиб один человек. В результате второго захода циклона на территорию Мексики тропический шторм оставил без электроснабжения 19 населённых пунктов и в общей сложности 125 тысяч человек осталось без электричества. Ещё 111 населённых пунктов страны были подтоплены возникшими паводками, 50 из которых пострадали от серьёзного наводнения. В Матаморосе ударом тропической стихии вывернуло с корнем массу деревьев и посбивало светофоры на улицах города. В Рио-Гранде военные подразделения проводили срочную эвакуацию семей из заблокированных жилых домов. Уже в фазе обычной области низкого давления Долли прошлась ливневыми дождями по городу Сьюдад-Хуарес (штат Чиуауа), вызвав многочисленные оползни, паводки, разрушив историческую церковь и приведя к срочной эвакуации жителей большого числа населённых пунктов штата. Суммарный ущерб Мексики от прохождения тропического циклона Долли был оценен в 300 миллионов долларов США.

## Некоторые факты
Ураган Долли стал третьим после тропического шторма 1916 года и урагана Деннис 2005 года самым мощным ураганом, свирепствовавшим на территории Соединённых Штатов Америки в течение июля месяца, а также вторым после урагана Деннис тропическим циклоном по степени нанесённого ущерба среди всех июльских ураганов.
Ущерб штату Техас от урагана Долли составил 1,05 млрд долларов США, что вывело этот циклон на четвёртое место среди всех тропических стихий в Техасе по объёму причинённого ущерба; первые три места заняли ураганы Алисия, Рита и прошедший чуть позже в сезоне 2008 года катастрофический ураган Айк.
В 2008 году имя Долли было использовано для названия тропических циклонов бассейна Атлантического океана в седьмой раз, из них пять штормов с этим именем достигли стадии тропического урагана по шкале классификации Саффира — Симпсона. Несмотря на значительные разрушения от урагана в 2008 году, собственное имя Долли не было закреплено за ним пожизненно и будет использовано в следующий раз в сезоне атлантических ураганов 2014 года.